# Potteloereke
Potteloereke is een Belgisch bier. Het wordt gebrouwen door Huisbrouwerij Sint Canarus te Gottem, een deelgemeente van de stad Deinze.

## Achtergrond
Potteloereke wordt gebrouwen op vraag van Pottenbakkerij ’t Hoveke uit Meigem (eveneens een deelgemeente van Deinze). Op het etiket staat dan ook een pottenbakker, met als onderschrift “Pottenbakkersbier”. De brouwerij raadt aan het bier te drinken uit een speciale artisanale bierpot.

Het bier wordt sinds 2007 gebrouwen.

## Het bier
Potteloereke is een donker bier van hoge gisting met een alcoholpercentage van 8%. Het wordt gebrouwen met bleke en donkere mouten, met toevoeging van bruine kandijsuiker.